# Obergruppenführer
Obergruppenführer var en gradsbetegnelse i de nazistiske paramilitære enheder SS og SA i Tyskland før og under 2. verdenskrig.
I de 2 enheder var det den højeste grad og svarede til general i hæren.
I SS blev graden indført som resultat af væksten i organisationen under Heinrich Himmler. Han var selv en af de første som fik graden, som han havde samtidig med at han var Reichsführer-SS. Som udgangspunkt var det en titel og ikke en grad. En af grundene til at rangen blev brugt var at man, for at undgå magtkamp, ikke ønskede at placere to personer på samme niveau, et problem som partiets organisationer ofte kæmpede med. Det skete f.eks. med Kurt Daluege, som ledede det meste af SS i Berlin mellem 1930 og 1934. For at slippe for en opsplitning af SS fik Daluege graden SS-Obergruppenführer, således at han formelt set havde samme rang som Himmler.
Indtil 1942 var SS-Obergruppenführer højeste grad med undtagelse af Reichsführer-SS (som Himmler inden da havde fået bekræftet som grad og ikke bare titel). Det år blev graden SS-Oberst-Gruppenführer indført som parallel til generaloberst i Værnemagten.
Flere af de mest berygtede medlemmer af SS havde denne grad, såsom Reinhard Heydrich, Ernst Kaltenbrunner og Karl Wolff. Sidstnævnte var den højestrangerende SS-officer, der blev taget til fange af de Allierede i 1945.
Graden blev også givet til de øverste ledere i politiet, som var underlagt SS og til divisionschefer i Waffen-SS.